# Mardonius aculeatus
Mardonius aculeatus är en mångfotingart som beskrevs av Carl Graf Attems 1914. Mardonius aculeatus ingår i släktet Mardonius och familjen Spirostreptidae. Inga underarter finns listade i Catalogue of Life.